# Le Volant d’Or de Toulouse 2009
Der Volant d’Or de Toulouse 2009 im Badminton fand vom 28. bis zum 31. Mai 2009 in Toulouse statt.

## Sieger und Platzierte
| Disziplin    | Gold                                 | Silber                           | Bronze                                     |
| ------------ | ------------------------------------ | -------------------------------- | ------------------------------------------ |
| Herreneinzel | Rajiv Ouseph                         | Kashyap Parupalli                | Pablo Abián                                |
| Herreneinzel | Rajiv Ouseph                         | Kashyap Parupalli                | Peter Mikkelsen                            |
| Dameneinzel  | Ella Diehl                           | Jill Pittard                     | Kati Tolmoff                               |
| Dameneinzel  | Ella Diehl                           | Jill Pittard                     | Sayali Gokhale                             |
| Herrendoppel | Chris Langridge Robin Middleton      | Rasmus Bonde Mikkel Delbo Larsen | Ruben Gordown Khosadalina Stenny Kusuma    |
| Herrendoppel | Chris Langridge Robin Middleton      | Rasmus Bonde Mikkel Delbo Larsen | Dean George Peter Mills                    |
| Damendoppel  | Valeria Sorokina Nina Vislova        | Laura Choinet Weny Rahmawati     | Line Damkjær Kruse Mie Schjøtt-Kristensen  |
| Damendoppel  | Valeria Sorokina Nina Vislova        | Laura Choinet Weny Rahmawati     | Samantha Barning Eefje Muskens             |
| Mixed        | Robert Mateusiak Nadieżda Kostiuczyk | Rasmus Bonde Britta Andersen     | Vitaliy Durkin Nina Vislova                |
| Mixed        | Robert Mateusiak Nadieżda Kostiuczyk | Rasmus Bonde Britta Andersen     | Mikkel Delbo Larsen Mie Schjøtt-Kristensen |